# Ceriana roederii
Ceriana roederii är en tvåvingeart som först beskrevs av Samuel Wendell Williston 1888.  Ceriana roederii ingår i släktet griffelblomflugor, och familjen blomflugor. Inga underarter finns listade i Catalogue of Life.